# Амангельди (Курмангазинський район)
Амангельди́ (каз. Аманкелді) — село у складі Курмангазинського району Атирауської області Казахстану. Входить до складу Бірліцького сільського округу.
До 2007 року село називалось Багате.
Населення — 400 осіб (2021; 427 у 2009, 366 у 1999, 393 у 1989).